# Championnat du Liban de football 2017-2018
Navigation
Saison précédente Saison suivante
La saison 2017-2018 du Championnat du Liban de football est la cinquante-huitième du championnat de première division libanaise. Le championnat regroupe les douze meilleures formations du pays au sein d'une poule unique où elles s'affrontent deux fois, à domicile et à l'extérieur. En fin de saison, les deux derniers du classement sont relégués et remplacés par les deux meilleurs clubs de deuxième division.
C'est Al Ahed Beyrouth qui remporte le championnat cette saison après avoir terminé en tête du classement final. Il s'agit du sixième titre de champion du Liban de l'histoire du club.

## Les clubs participants
- Al-Ansar Club
- Safa Beyrouth
- Nejmeh SC
- Al Shabab Al Arabi - Promu de D2
- Tripoli SC
- Al Islah Al Bourj - Promu de D2
- Salam Zgharta
- Al Tadamon Tyr
- Nabi Sheet
- Al Ahed Beyrouth
- Racing Club de Beyrouth
- Al Akha Ahly

## Compétition

### Classement
| Rang | Équipe                  | Pts | J  | G  | N  | P  | Bp | Bc | Diff |
| ---- | ----------------------- | --- | -- | -- | -- | -- | -- | -- | ---- |
| 1    | Al Ahed Beyrouth'T'C    | 54  | 22 | 16 | 6  | 0  | 50 | 9  | +41  |
| 2    | Nejmeh SC               | 47  | 22 | 15 | 2  | 5  | 40 | 22 | +18  |
| 3    | Safa Beyrouth           | 36  | 22 | 10 | 6  | 6  | 31 | 25 | +6   |
| 4    | Al-Ansar Club           | 33  | 22 | 9  | 6  | 7  | 33 | 24 | +9   |
| 5    | Al Akha Ahly            | 33  | 22 | 7  | 12 | 3  | 23 | 19 | +4   |
| 6    | Salam Zgartha           | 32  | 22 | 9  | 5  | 8  | 30 | 31 | -1   |
| 7    | Al Tadamon Tyr          | 29  | 22 | 8  | 5  | 9  | 28 | 27 | +1   |
| 8    | Tripoli SC              | 25  | 22 | 6  | 7  | 9  | 28 | 33 | -5   |
| 9    | Racing Club de Beyrouth | 25  | 22 | 7  | 4  | 11 | 21 | 29 | -8   |
| 10   | Nabi Sheet              | 20  | 22 | 5  | 4  | 12 | 21 | 35 | -14  |
| 11   | Al Shabab Al ArabiP     | 17  | 22 | 4  | 5  | 13 | 16 | 31 | -15  |
| 12   | Al Islah Al BourjP      | 11  | 22 | 2  | 5  | 15 | 14 | 50 | -36  |

|  | Qualification pour la Coupe de l'AFC 2019                              |
|  | Relégation en deuxième division                                        |
|  | T : Tenant du titre C : Vainqueur de la Coupe du Liban P : Promu de D2 |

- source

## Bilan de la saison
| Championnat du Liban de football 2017-2018                        |                             |
| Champion                                                          | Al Ahed Beyrouth (6e titre) |
| Coupes et trophées                                                |                             |
| Vainqueur de la Coupe du Liban 2017-2018                          | Al Ahed Beyrouth            |
| Qualifications continentales                                      |                             |
| Coupe de l'AFC 2018                                               | Al Ahed Beyrouth            |
| Coupe de l'AFC 2018                                               | Nejmeh SC                   |
| Promotions et relégations                                         |                             |
| Promus en Premier League                                          | Shabab Al Sahel             |
| Promus en Premier League                                          | Shabab Ghazieh SC           |
| Relégués en Championnat du Liban de football de deuxième division | Al Shabab Al Arabi          |
| Relégués en Championnat du Liban de football de deuxième division | Al Islah Al Bourj           |